# ロシアの軍艦よ、くたばれ
「ロシアの軍艦よ、くたばれ」（ロシアのぐんかんよ、くたばれ、ロシア語: Русский военный корабль, иди на хуй、英語訳: Russian warship, go fuck yourself）は、ロシアによるウクライナ侵攻が開始された2022年2月24日、ズミイヌイ島を攻撃し投降を呼びかけたロシア海軍の軍艦に対して、防衛していたウクライナ国境警備隊が交信で返答した際の最後の言葉である。
この交信後、ズミイヌイ島を防衛していた13人の国境警備隊員は全員玉砕したものと思われていたが、後に生存が確認された。

## 背景
ロシアによるウクライナへの侵略戦争が勃発した2月24日、ロシア海軍黒海艦隊のスラヴァ級ミサイル巡洋艦「モスクワ」（同艦隊旗艦）は、22160型哨戒艦「ヴァシリー・ブイコフ」を伴い、黒海に位置するズミイヌイ島に接近した。人口は30人に満たず、攻撃当時はウクライナの国境警備隊員13人が駐屯するのみだったこの島に、ロシア側は武器を捨てて投降するように要求したが、国境警備隊員のロマン・フリボフは断固として拒否した。
この更新の音声はウクライナのオンライン新聞「ウクライナ・プラウダ」に掲載された。ロシア語で行われたやりとりは以下の通りである。
ロシア軍艦:ズミイヌイ島よ、繰り返す。武器を捨てて降伏しろ。さもないと爆撃する。分かったか?聞こえたか?
ウクライナ兵士A:それだけか。それとも、奴らを追い払う必要があるのか?
ウクライナ兵士B:そうするしかない。
ウクライナ兵士A:ロシアの軍艦よ、くたばれ。
この交信以降連絡が途絶えたため、この島の国境警備隊員13人全員が、ロシア軍の空爆や砲撃によって戦死したものと考えられた。
一連のやりとりがアントン・ヘラシチェンコ内務大臣顧問によってFacebook上で公開されると、瞬く間に世界中へ拡散されて大きな反響を呼んだ。ウクライナのウォロディミル・ゼレンスキー大統領はこの報を受け、ウクライナ最高の名誉であるウクライナ英雄称号を、ズミイヌイ島の国境警備隊員に「追贈」することを発表した。
2022年2月28日、ウクライナ海軍は自身のFacebookで、ズミイヌイ島の国境警備隊員は全員生存しており、ロシア海軍に拘束された可能性が高いことを明らかにした。

## 反響

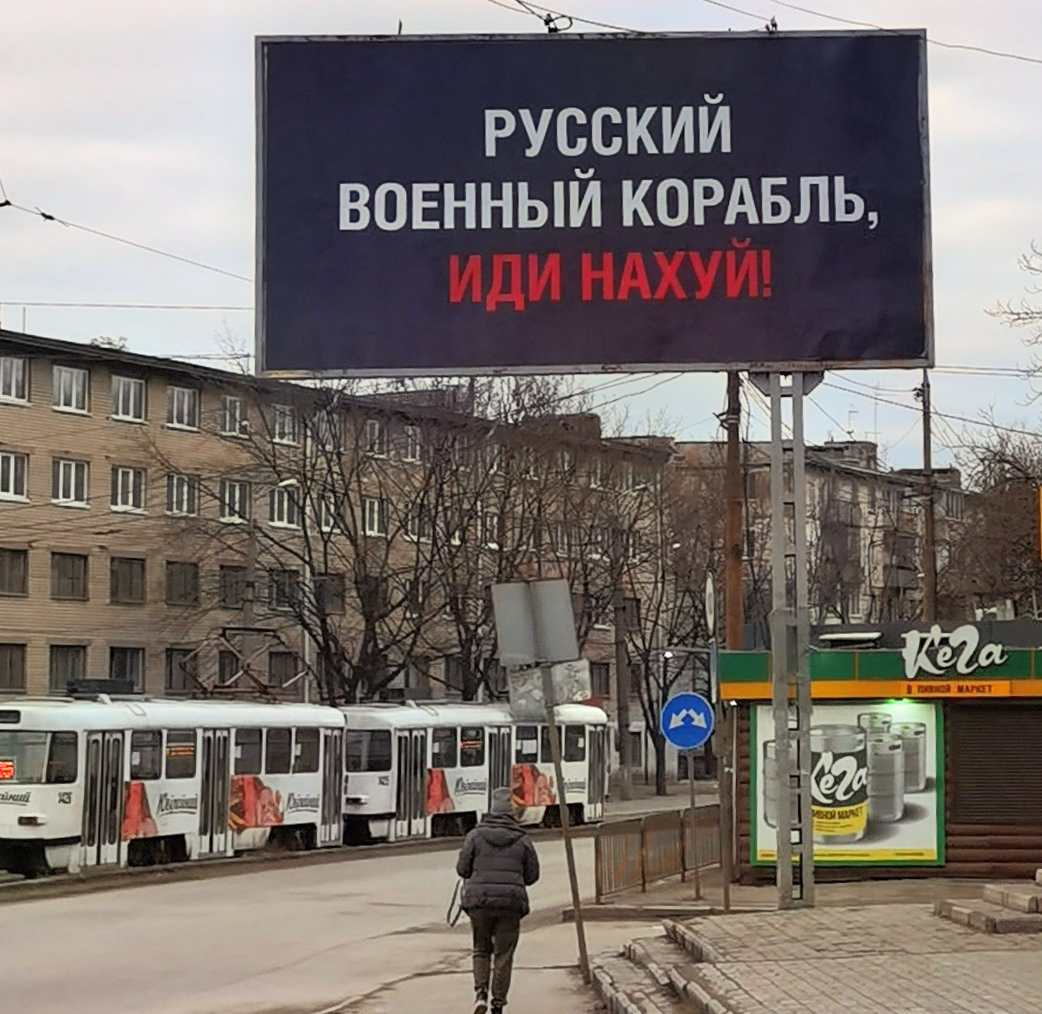
「ロシアの軍艦よ、くたばれ！」とロシア語で書かれた看板（ウクライナ・ドニプロ）

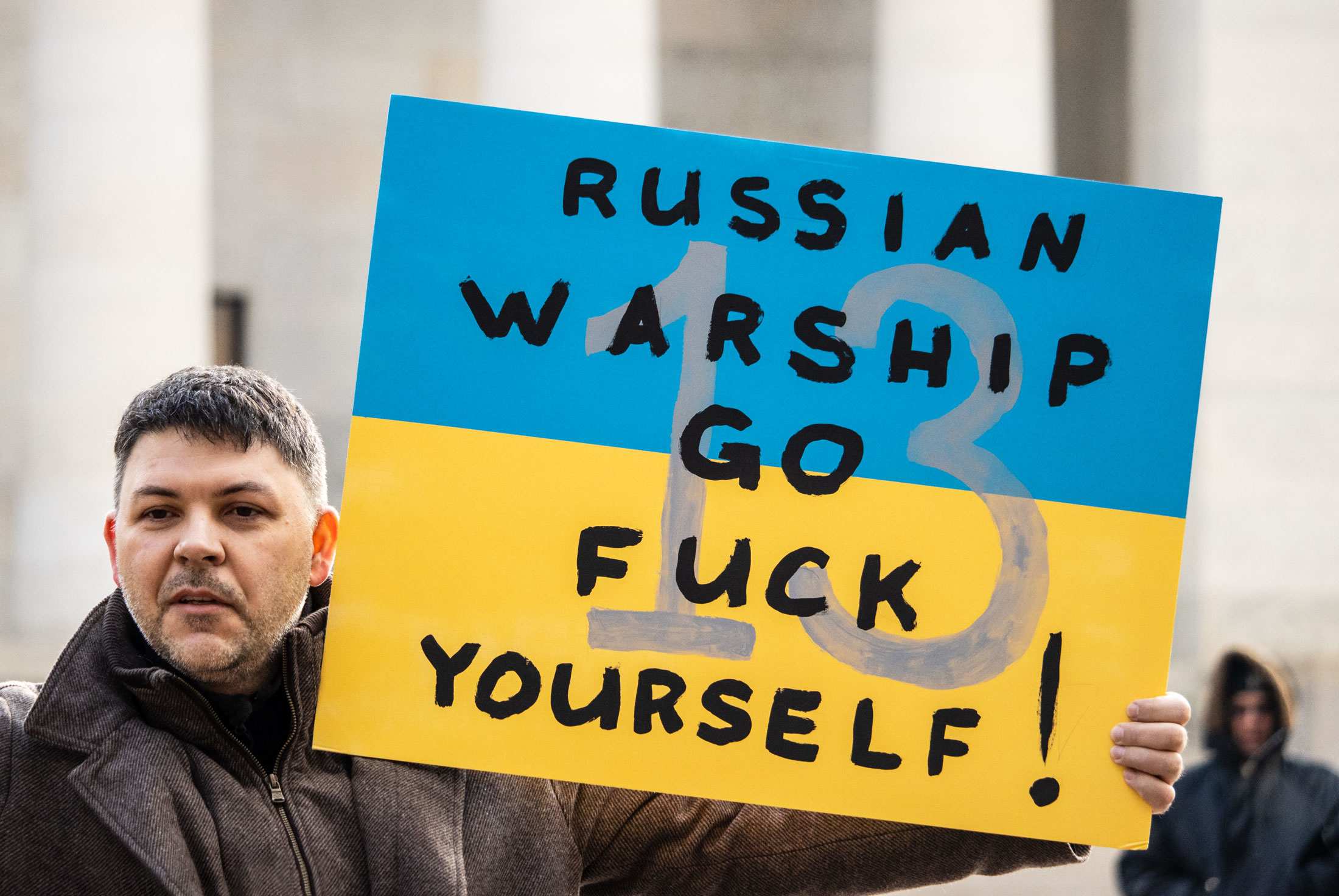
ウクライナへの支援を訴える集会で、「ロシアの軍艦よ、くたばれ！」と英語で書かれた看板を掲げる男性（2022年2月26日、アメリカ・コロンバス）

イギリスやアメリカ合衆国で発行されているニュース雑誌『ザ・ウィーク』は、今回の一件をテキサス独立戦争中のアラモの戦いに準えた。また、オスマン帝国のスルタン・メフメト4世の降伏勧告に対して、ザポロージャ・コサックたちが冒涜的な手紙で答えたという伝説を引き合いに出す例も見られる。
2月26日、ウクライナ軍は、ロシア軍によるウクライナ国内への軍装備品や兵員の鉄道輸送を阻むため、両国の鉄道を結ぶジャンクションを爆破した。これに対して、ロシア軍は人道的な理由からジャンクションの復旧を求めたが、ウクライナの鉄道員は「ロシアの列車よ、くたばれ！」と返答した。
2月27日、ロシアの船舶が、ジョージアの油槽船に燃料を求めて接近した。これに対して、油槽船は「ロシアの船よ、くたばれ！」と返答した。ロシア船は燃料がほとんどないことを訴えたが、油槽船からは「オールを使え」と返されている。
モスクワとともにズミイヌイ島の占領に加わった哨戒艦ヴァシーリー・ビコフは、オデッサに接近した3月7日、ウクライナ軍の砲撃にさらされた。ウクライナ軍は、「あいつらにぶち当ててやった！」、「ロシアの船よ、くたばれ！」と叫びながら戦果を祝ったと報じられている。
その他、「軍艦」の部分を他の言葉に置き換えた道路標識や看板なども、ウクライナ各地で登場している。

### 記念切手
3月1日、ウクライナ郵便公社（ウクルポシュタ）は、この言い回しに関する切手デザインコンテストの開催を発表した。3月12日、エミネ・ジェパル外務第一次官によって、芸術家ボリス・フロフの作品がコンテストの人気投票で最多得票だったことが報告された。
4月12日、ウクルポシュタは、この切手を発行するとともに、切手100万枚に加えて同じ絵柄を用いた封筒2万枚を印刷したと発表した。これを伝えるFacebookの記事には、発表に招かれたロマン・フリボフの写真も掲載されていた。また、リヴィウで催された式典にはフロフが出席した。ゼレンスキー大統領も切手と封筒のセットを手にした自身の写真を投稿した。発表直後の13日に巡洋艦モスクワの撃沈が報じられたこともあり、多くの人々がこの記念切手および封筒を購入しようと郵便局に押しかけた。首都キーウの中央郵便局では6時間以上並んだ者もいた。18日の時点で50万枚近くの切手が販売され、ウクルポシュタはできるだけ多くの人々の手に行き渡らせるとともに、またeBayなどでの転売を目的とした投機的な購入を防ぐために、1人あたり6枚までの購入制限を設け、オンラインでの注文をキャンセルした。それ以前に購入された切手と封筒のセットの中には、1,000米ドルを遥かに超える額で転売されたものもあった。4月15日、ウクルポシュタは「歴史上初めて、郵便切手の行列がiPhoneの行列よりも長くなった」とFacebookに投稿した。
ウクルポシュタ総裁イゴール・スメリャンスキーは、最初の100万枚のうち、70万枚はウクライナ国内で販売され、20万枚はクリミアを含むロシア占領地域での販売のために確保され、10万枚は外国人を含む購入者のためのオンライン販売（4月21日以降）に充てられるとした。また、完売後の再印刷は行わないとした。
5月23日には続編というべき切手が登場し、4月発行の切手と比べて沖にあった軍艦の姿がなくなったものと『完了』(Done)の文字が加えられた切手が500万枚発行された。

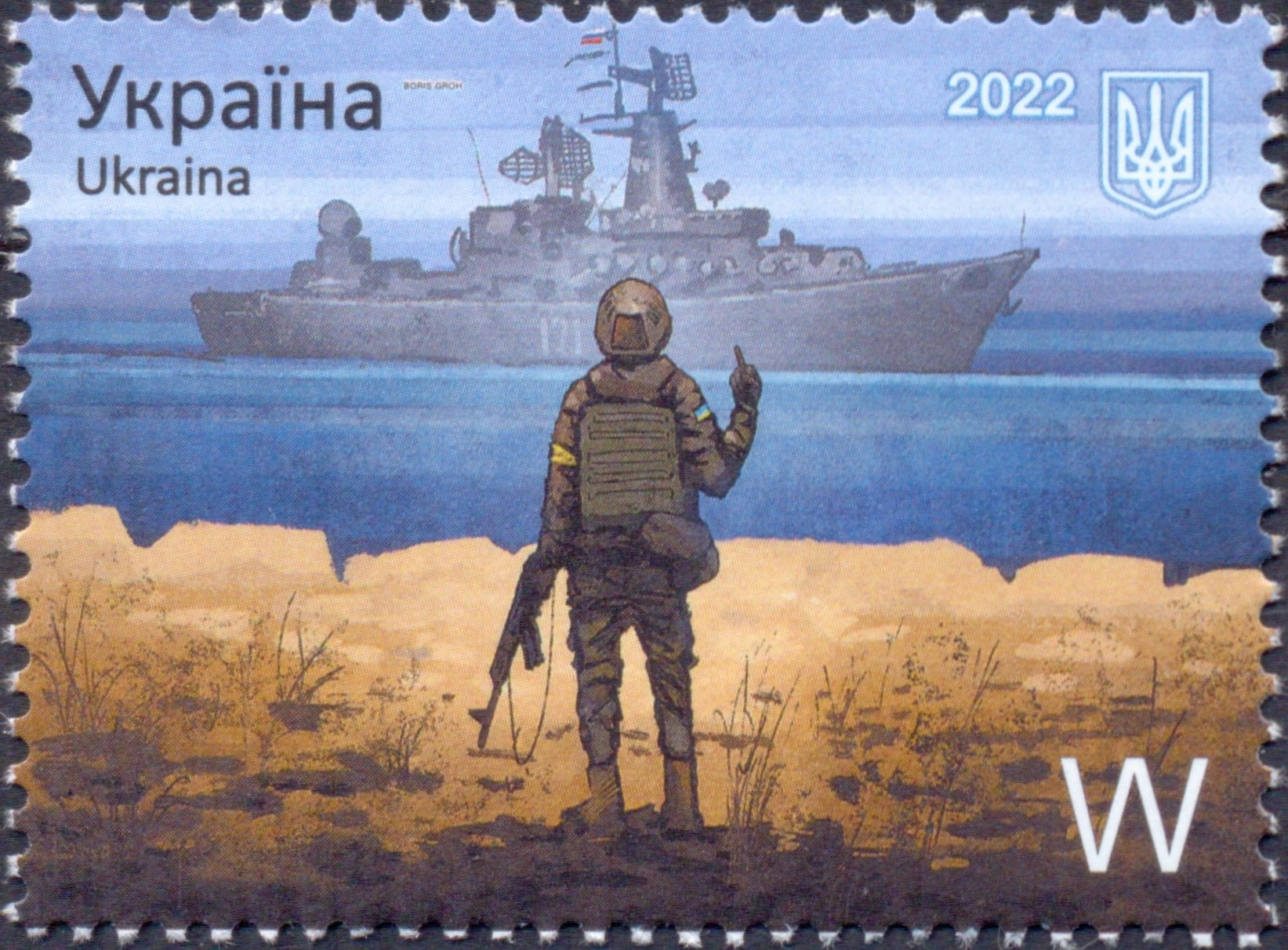
ボリス・フロフによる絵を採用した記念切手。巡洋艦モスクワに中指を立てるウクライナ兵が描かれている。
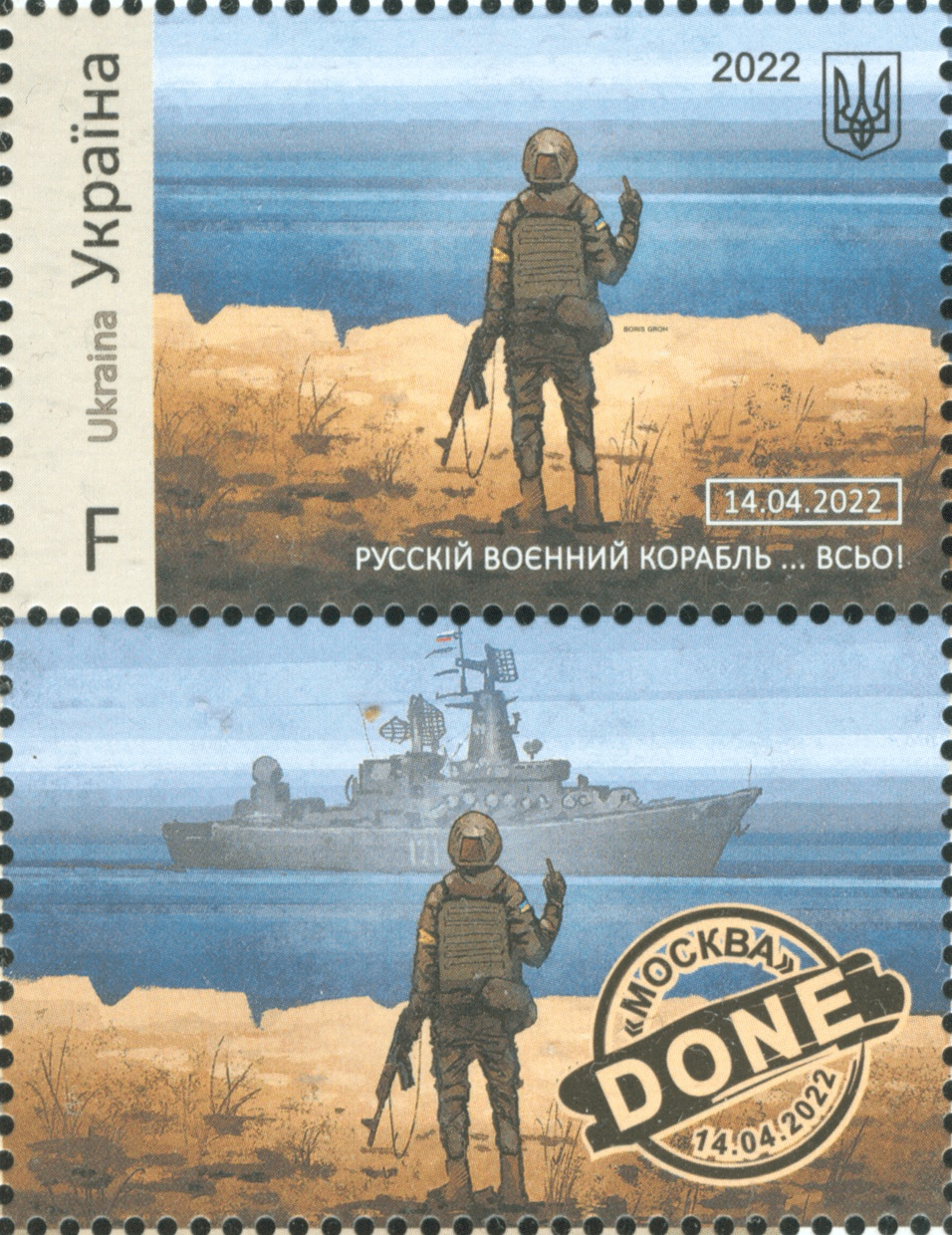
5月に発表された記念切手。撃沈された巡洋艦モスクワを消した絵柄と、「完了」の文字が加えられた絵柄が組になっている。
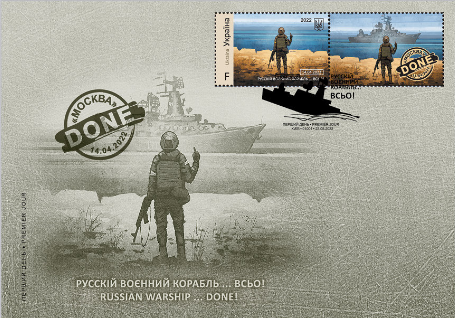
5月に発表された記念封筒。5月版の切手が貼られ、沈没する巡洋艦モスクワを象った消印が押されている
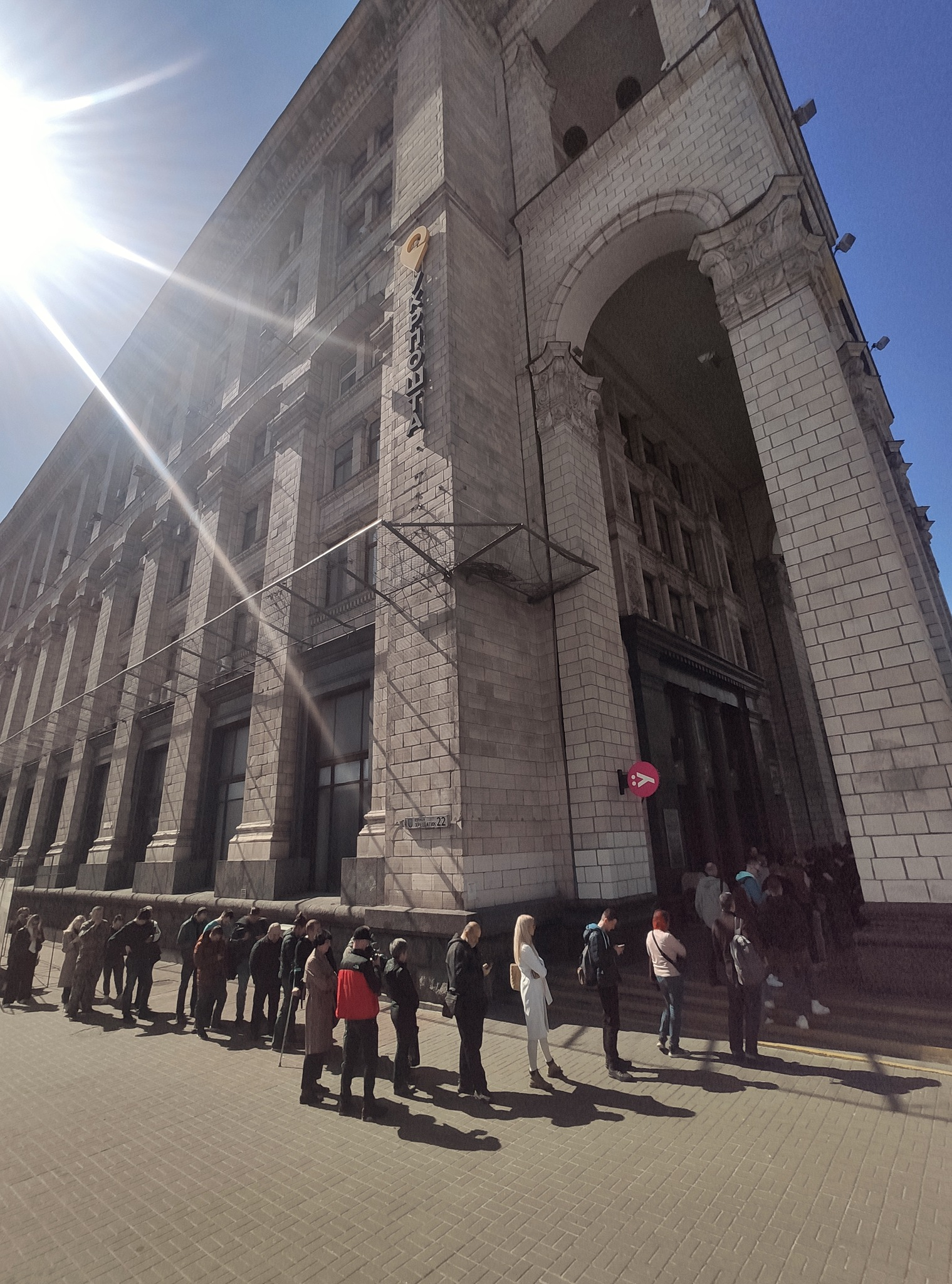
記念切手購入のためにキーウ中央郵便局で行列を作る人々（2022年4月15日）
- 記念式典で消印を押すゼレンスキー大統領。中央はスメリャンスキー総裁、右はネイツパパ海軍司令官（2022年5月23日）

## 巡洋艦モスクワの撃沈
2022年4月13日、ウクライナ軍南部作戦管区は、巡洋艦モスクワに対してネプチューン対艦ミサイルによる攻撃に成功し、モスクワが沈没しつつある旨を報告した。ロシア国防省側は、当初はこれを否定し「火災も鎮火した」と主張していたが、14日になってから「巡洋艦モスクワは、弾薬の爆発による火災に際し船体が損傷したため、母港への曳航中に安定性を失い、荒波のために沈没した」と発表した。

## 世界各地で用いられている様子
- 高速M03号線
- リトアニア
- チェコ首都プラハ
- ポルトガル首都リスボン
- ドイツのマンハイム
- カナダのバンクーバー
- ワシントンD.C.
- ジョージア首都トビリシ
- ヘルシンキ
- ポーランド